# Bill Evans Trio with Symphony Orchestra
Bill Evans Trio with Symphony Orchestra est un album du pianiste de jazz Bill Evans enregistré en 1965 et publié en 1966.

## Historique
Cet album, produit par Creed Taylor et Helen Keane, a été initialement publié en 1966 par le label Verve Records (Verve V/V6 8640). Il a été enregistré aux Van Gelder Recordings Studio à Englewood Cliffs (New Jersey), le 19 septembre et le 18 octobre 1965. Une brève séance supplémentaire a été réalisée en « post production » (enregistrement par le trio de quelques mesures pour insertions) le 16 décembre 1965. L'ingénieur du son était Rudy Van Gelder.

## Titres de l’album
| No | Titre           | Auteur                | Durée |
| -- | --------------- | --------------------- | ----- |
| 1. | Granadas        | Enrique Granados      | 5:54  |
| 2. | Valse           | Johann Sebastian Bach | 5:52  |
| 3. | Prelude         | Alexander Scriabin    | 3:01  |
| 4. | Time Remembered | Bill Evans            | 4:10  |
| 5. | Pavane          | Gabriel Fauré         | 4:01  |
| 6. | Elegia (Elegy)  | Claus Ogerman         | 5:12  |
| 7. | My Bells        | Bill Evans            | 3:48  |
| 8. | Blue Interlude  | Frédéric Chopin       | 6:04  |

## Personnel
- Bill Evans : piano
- Chuck Israels : contrebasse
- Grady Tate : batterie
- Orchestre symphonique dirigé par Claus Ogerman.

## À propos de l'album
Le répertoire inclut des versions jazz de thèmes du répertoire classique, deux compositions de Bill Evans et une pièce de « Third stream music » de Claus Ogerman.
- Granadas est la pièce La Maja y el Ruiseñor tirée de Goyescas d'Enrique Granados
- Valse est la Sicilienne de la Seconde sonate pour flûte et basse continue (BWV 1031) de Johann Sebastian Bach
- Prelude est le Prélude en ré majeur (opus 11 no 15) tiré de 24 préludes d'Alexandre Scriabine.
- Time Remembered est une ballade, très impressionniste, composée par Bill Evans. En 1962, le pianiste avait déjà enregistré ce thème lors des sessions pour l'album Loose Blues (disque non publié à l'époque).
- Pavane est une œuvre de Gabriel Fauré
- Elegia (Elegy) est un mouvement du Concerto for Orchestra and Jazz Piano de Claus Ogerman
- My Bells est une composition de Bill Evans. En 1962, le pianiste avait déjà enregistré ce thème lors des sessions pour l'album Loose Blues (disque non publié à l'époque). La version « princeps » était jouée sur un rythme « latin », la présente version est jouée sur un tempo beaucoup plus lent. Là aussi, l'influence sur Evans des compositeurs impressionnistes est indéniable.
- Blue Interlude est en fait le Prélude en do mineur (opus 28 no 20) tiré des 24 Préludes de Frédéric Chopin. Ce titre avait été conseillé à Bill Evans par l'arrangeur Gil Evans.

## Partitions
Les partitions de ces œuvres classiques dans les versions arrangées pour l'album (thèmes notés « note pour note » puis grilles harmoniques utilisées pour les solos) sont disponibles sur :
- Piano thèmes by Bach, Chopin, Scriabin, Granados, Fauré, Ogerman from the Verve album Bill Evans with Symphony Orchestra. Helios music Corps, 1966.